# Francisco Huerta Vidal
Francisco Miguel Huerta Vidal (Santiago, Chile, 11 de diciembre de 1967) es un exfutbolista y entrenador chileno. Jugaba como Centrocampista.

## Trayectoria

### Como futbolista
Producto de las divisiones inferiores de Colo-Colo, comenzó su carrera profesional en 1987. Es recordado por haber sido cedido gratuitamente por el club Colo-Colo a Alianza Lima en 1988, tras la Tragedia aérea del Fokker en Ventanilla, Perú, junto al arquero José Letelier, el defensa Parcko Quiroz y el delantero René Pinto, todos de la tienda del Cacique. Este gesto destacó en una gran amistad entre los clubes, tanto entre barristas como dirigencialmente. La cesión era por 3 meses, pero él se quedó en Péru por todo el año, debutando por Los Íntimos el 3 de enero de 1988 ante Coronel Bolognesi, teniendo como compañero a Teófilo Cubillas.
Luego de un paso cedido por Cobreandino, donde marcó 2 goles, volvió a Perú, jugando para los cuadros de Inter de San Borja, Ovación Sipesa (donde se coronó campeón del Torneo Zonal 1992, ascendiendo a la división de honor peruana) y Cienciano.
En 1993, defendió los colores de Deportes Iquique en la Primera División chilena, en lo que sería su última temporada como futbolista profesional, a los 29 años.

### Como entrenador
Obtuvo el título de entrenador del INAF luego de volver a Chile en 2005, comenzando su carrera dirigiendo en las divisiones inferiores de Colo-Colo. En febrero de 2013, fue nombrado como entrenador de Deportes Temuco de la Segunda División de Chile, cargo en que se mantuvo hasta mayo del mismo año. Luego, dirigió a las inferiores del conjunto pije.
En marzo de 2019, fue desginado como entrenador de las divisiones inferiores de San Antonio Unido de la Segunda división. En mayo, reemplazó en la dirección del primer equipo a Freddy Ferragut. En 2022, es anunciado como entrenador de La Pintana Unida de la Tercera División A.

## Clubes

### Como jugador
| Club                    | País  | Año       |
| ----------------------- | ----- | --------- |
| Colo-Colo               | Chile | 1987-1989 |
| → Alianza Lima (Cedido) | Perú  | 1988      |
| → Cobreandino (Cedido)  | Chile | 1989      |
| Inter de San Borja      | Perú  | 1990      |
| Ovación Sipesa          | Perú  | 1991-1992 |
| Cienciano               | Perú  | 1993      |
| Deportes Iquique        | Chile | 1993      |

### Como entrenador
| Club              | País  | Año       |
| ----------------- | ----- | --------- |
| Deportes Temuco   | Chile | 2013      |
| San Antonio Unido | Chile | 2019-2020 |
| La Pintana Unida  | Chile | 2022      |

## Palmarés

### Como jugador

#### Torneos nacionales
| Título       | Club           | País | Año  |
| ------------ | -------------- | ---- | ---- |
| Torneo Zonal | Ovación Sipesa | Perú | 1992 |